# Ходоровский, Михаил Яковлевич
Михаил Яковлевич Ходоровский (род. 13 декабря 1952, Челябинск, СССР) — Президент Группы Синара, член совета директоров и Председатель Совета по стратегическому развитию Банка Синара, заведующий кафедрой «Банковский и инвестиционный менеджмент» Уральского федерального университета имени первого Президента России Б. Н. Ельцина.

## Биография
В 1975 году окончил металлургический факультет Челябинского политехнического института (специальность «Обработка металлов давлением»). Доктор экономических наук (1991), профессор.
После окончания института поступил в аспирантуру инженерно-экономического факультета Уральского политехнического института им. С. М. Кирова (ныне Уральский федеральный университет имени первого Президента России Б. Н. Ельцина) в Свердловске. С 1981 года — доцент, с июня 1992 года — профессор кафедры экономики и организации предприятий чёрной металлургии УПИ (ныне Уральский федеральный университет имени первого Президента России Б. Н. Ельцина). С сентября 1994 года заведует созданной по его инициативе кафедрой «Банковский и инвестиционный менеджмент» УрФУ (Екатеринбург). Занимает должность председателя попечительского совета целевого капитала «Высшей школы экономики и менеджмента УрФУ», является членом Попечительского, Управляющего и Международного академического советов ВШЭМ УрФУ.
В июне 1996 года начал работать в СКБ-банке — одном из трёх крупнейших банков Свердловской области (наряду с УБРиР, «Северной казной» и Уралвнешторгбанком). Занимал должности начальника планово-аналитического отдела, начальника операционного управления, заместителя председателя правления банка. В декабре 2000 года возглавил банк (прежний председатель правления В. А. Черкашин стал председателем Уральского банка Сбербанка России).
С 2006 до 2016 года — председатель совета директоров СКБ-банка, в настоящее время — член совета директоров. С 2008 года — зам. председателя совета Ассоциации региональных банков России (Ассоциация «Россия»).
В ноябре 2008 года назначен генеральным директором Группы Синара — холдинга, объединяющего предприятия различной отраслевой направленности, в частности холдинг Синара–Транспортные Машины, Банк Синара, Синара-Девелопмент, Уральские локомотивы и др. В июне 2023 года назначен президентом компании.
Является членом комиссии по банкам и банковской деятельности Российского союза промышленников и предпринимателей (РСПП).

## Награды и звания
- Заслуженный экономист Российской Федерации (24 сентября 2007);
- Медаль ордена «За заслуги перед Отечеством» II степени (2013);
- Знак отличия Свердловской области «За заслуги перед Свердловской областью» III степени (2016)[10];
- Знак отличия Свердловской области «Жизнь во благо» (2018)[11];
- Орден Почёта (2019)[12][13];
- Знак отличия Свердловской области «За заслуги перед Свердловской областью» II степени (2019)[14], I степени (2021)[15];
- Почётный гражданин Екатеринбурга (2023)[16][17];
- Орден Дружбы (2024)[18].